# Église Saint-Charles-Borromée de Chonchi
L'église Saint-Charles-Borromée est une église catholique romaine située à Chonchi, dans l'archipel de Chiloé au Chili.

## Dédicace
L'église est dédiée à Charles Borromée. En espagnol, elle s'intitule San Carlos de Borromeo.

## Caractéristiques
L'église est construite à Chonchi,.
L'édifice est une construction en bois.

## Historique
L'église est classée comme monument national en 1971. Elle est répertoriée sur la liste des édifices en danger du Fonds mondial pour les monuments en 1996.
En 2000, avec 15 autres églises de l'archipel, l'église est inscrite au Patrimoine mondial par l'UNESCO.